# Écouen
Écouen és un municipi francès, situat al departament de Val-d'Oise i a la regió d'Illa de França. L'any 2007 tenia 7.383 habitants.
Forma part del cantó de Fosses, del districte de Sarcelles i de la Comunitat d'aglomeració Roissy Pays de France.

## Demografia

### Població
El 2007 la població de fet d'Écouen era de 7.383 persones. Hi havia 2.688 famílies, de les quals 620 eren unipersonals (232 homes vivint sols i 388 dones vivint soles), 624 parelles sense fills, 1.160 parelles amb fills i 284 famílies monoparentals amb fills.
La població ha evolucionat segons el següent gràfic:
Habitants censats

### Habitatges
El 2007 hi havia 2.862 habitatges, 2.752 eren l'habitatge principal de la família, 16 eren segones residències i 94 estaven desocupats. 1.471 eren cases i 1.347 eren apartaments. Dels 2.752 habitatges principals, 1.757 estaven ocupats pels seus propietaris, 916 estaven llogats i ocupats pels llogaters i 79 estaven cedits a títol gratuït; 119 tenien una cambra, 256 en tenien dues, 673 en tenien tres, 794 en tenien quatre i 910 en tenien cinc o més. 1.982 habitatges disposaven pel capbaix d'una plaça de pàrquing. A 1.349 habitatges hi havia un automòbil i a 1.055 n'hi havia dos o més.

### Piràmide de població
La piràmide de població per edats i sexe el 2009 era:
| Homes | Edats   | Dones |
| ----- | ------- | ----- |
| 0     | 95 o +  | 0     |
| 0     | 90 a 94 | 12    |
| 16    | 85 a 89 | 44    |
| 16    | 80 a 84 | 56    |
| 48    | 75 a 79 | 60    |
| 72    | 70 a 74 | 72    |
| 120   | 65 a 69 | 92    |
| 84    | 60 a 64 | 120   |
| 132   | 55 a 59 | 140   |
| 196   | 50 a 54 | 224   |
| 280   | 45 a 49 | 240   |
| 300   | 40 a 44 | 264   |
| 332   | 35 a 39 | 348   |
| 340   | 30 a 34 | 364   |
| 236   | 25 a 29 | 320   |
| 204   | 20 a 24 | 200   |
| 244   | 15 a 19 | 220   |
| 280   | 10 a 14 | 320   |
| 268   | 5 a 9   | 296   |
| 292   | 0 a 4   | 264   |

## Economia
El 2007 la població en edat de treballar era de 5.089 persones, 4.070 eren actives i 1.019 eren inactives. De les 4.070 persones actives 3.763 estaven ocupades (1.876 homes i 1.887 dones) i 307 estaven aturades (154 homes i 153 dones). De les 1.019 persones inactives 219 estaven jubilades, 553 estaven estudiant i 247 estaven classificades com a «altres inactius».

### Ingressos
El 2009 a Écouen hi havia 2.797 unitats fiscals que integraven 7.487,5 persones, la mediana anual d'ingressos fiscals per persona era de 22.598 €.

### Activitats econòmiques
Dels 229 establiments que hi havia el 2007, 3 eren d'empreses alimentàries, 1 d'una empresa de fabricació de material elèctric, 13 d'empreses de fabricació d'altres productes industrials, 39 d'empreses de construcció, 41 d'empreses de comerç i reparació d'automòbils, 13 d'empreses de transport, 13 d'empreses d'hostatgeria i restauració, 10 d'empreses d'informació i comunicació, 12 d'empreses financeres, 12 d'empreses immobiliàries, 26 d'empreses de serveis, 29 d'entitats de l'administració pública i 17 d'empreses classificades com a «altres activitats de serveis».
Dels 69 establiments de servei als particulars que hi havia el 2009, 1 era una gendarmeria, 1 oficina de correu, 3 oficines bancàries, 10 tallers de reparació d'automòbils i de material agrícola, 1 autoescola, 7 paletes, 9 guixaires pintors, 6 fusteries, 5 lampisteries, 4 electricistes, 1 empresa de construcció, 4 perruqueries, 10 restaurants, 3 agències immobiliàries, 1 tintoreria i 3 salons de bellesa.
Dels 11 establiments comercials que hi havia el 2009, 2 eren supermercats, 1 una botiga de més de 120 m², 3 fleques, 1 una llibreria, 1 una sabateria, 1 una botiga d'electrodomèstics, 1 una botiga de mobles i 1 un drogueria.
L'any 2000 a Écouen hi havia 4 explotacions agrícoles.

## Equipaments sanitaris i escolars
Els 2 equipaments sanitaris que hi havia el 2009 eren farmàcies. El 2009 hi havia 1 escola maternal i 5 escoles elementals. Écouen disposava de 2 col·legis d'educació secundària amb 1.020 alumnes.

## Poblacions properes
El següent diagrama mostra les poblacions més properes.